# Macrostomum tuba
Macrostomum tuba är en plattmaskart. Macrostomum tuba ingår i släktet Macrostomum och familjen Macrostomidae. Inga underarter finns listade i Catalogue of Life.